# Богдинац
Богдинац је насеље у Србији у општини Сокобања у Зајечарском округу. Према попису из 2022. било је 112 становника (према попису из 1991. било је 254 становника).

## Демографија
У насељу Богдинац живи 183 пунолетна становника, а просечна старост становништва износи 51,8 година (48,3 код мушкараца и 55,3 код жена). У насељу има 58 домаћинстава, а просечан број чланова по домаћинству је 3,47.
Ово насеље је великим делом насељено Србима (према попису из 2002. године), а у последња три пописа, примећен је пад у броју становника.
|  |

| Демографија | Демографија | Демографија |
| Година      | Становника  | Становника  |
| ----------- | ----------- | ----------- |
| 1948.       | 356         |             |
| 1953.       | 351         |             |
| 1961.       | 351         |             |
| 1971.       | 337         |             |
| 1981.       | 306         |             |
| 1991.       | 254         | 254         |
| 2002.       | 201         | 201         |

| Етнички састав према попису из 2002.‍ | Етнички састав према попису из 2002.‍ | Етнички састав према попису из 2002.‍ | Етнички састав према попису из 2002.‍ | Етнички састав према попису из 2002.‍ |
| ------------------------------------ | ------------------------------------ | ------------------------------------ | ------------------------------------ | ------------------------------------ |
|                                      |                                      |                                      |                                      |                                      |
| Срби                                 | Срби                                 |                                      | 197                                  | 98,00%                               |
| Словаци                              | Словаци                              |                                      | 3                                    | 1,49%                                |
| Хрвати                               | Хрвати                               |                                      | 1                                    | 0,49%                                |
| непознато                            | непознато                            |                                      | 0                                    | 0,0%                                 |

| Година пописа     | 1948. | 1953. | 1961. | 1971. | 1981. | 1991. | 2002. |
| ----------------- | ----- | ----- | ----- | ----- | ----- | ----- | ----- |
| Број домаћинстава | 67    | 70    | 72    | 68    | 66    | 66    | 58    |

| Број чланова      | 1 | 2  | 3  | 4 | 5 | 6 | 7 | 8 | 9 | 10 и више | Просек |
| ----------------- | - | -- | -- | - | - | - | - | - | - | --------- | ------ |
| Број домаћинстава | 7 | 14 | 13 | 7 | 8 | 5 | 3 | 1 | 0 | 0         | 3,47   |

| Пол    | Укупно | Неожењен/Неудата | Ожењен/Удата | Удовац/Удовица | Разведен/Разведена | Непознато |
| ------ | ------ | ---------------- | ------------ | -------------- | ------------------ | --------- |
| Мушки  | 89     | 19               | 60           | 10             | 0                  | 0         |
| Женски | 94     | 3                | 60           | 29             | 2                  | 0         |
| УКУПНО | 183    | 22               | 120          | 39             | 2                  | 0         |

| Пол    | Укупно                    | Пољопривреда, лов и шумарство | Рибарство                            | Вађење руде и камена | Прерађивачка индустрија       |
| ------ | ------------------------- | ----------------------------- | ------------------------------------ | -------------------- | ----------------------------- |
| Мушки  | 48                        | 21                            | 0                                    | 14                   | 0                             |
| Женски | 41                        | 37                            | 0                                    | 1                    | 0                             |
| УКУПНО | 89                        | 58                            | 0                                    | 15                   | 0                             |
| Пол    | Производња и снабдевање   | Грађевинарство                | Трговина                             | Хотели и ресторани   | Саобраћај, складиштење и везе |
| Мушки  | 1                         | 3                             | 3                                    | 1                    | 2                             |
| Женски | 0                         | 0                             | 1                                    | 0                    | 0                             |
| УКУПНО | 1                         | 3                             | 4                                    | 1                    | 2                             |
| Пол    | Финансијско посредовање   | Некретнине                    | Државна управа и одбрана             | Образовање           | Здравствени и социјални рад   |
| Мушки  | 0                         | 0                             | 0                                    | 2                    | 1                             |
| Женски | 0                         | 0                             | 0                                    | 2                    | 0                             |
| УКУПНО | 0                         | 0                             | 0                                    | 4                    | 1                             |
| Пол    | Остале услужне активности | Приватна домаћинства          | Екстериторијалне организације и тела | Непознато            | Непознато                     |
| Мушки  | 0                         | 0                             | 0                                    | 0                    | 0                             |
| Женски | 0                         | 0                             | 0                                    | 0                    | 0                             |
| УКУПНО | 0                         | 0                             | 0                                    | 0                    | 0                             |